# Fido (film)
Pour les articles homonymes, voir Fido.
Pour plus de détails, voir Fiche technique et Distribution.
Fido est une comédie horrifique canadienne, sortie en 2006 et réalisée par Andrew Currie (en).

## Synopsis
Dans les années 1950, des particules venues de l'espace arrivent sur Terre. Ces particules entrainent la réanimation des personnes mortes. Une guerre contre les zombies est engagée. La seule manière de tuer un zombie est de détruire son cerveau.
La guerre finie, les humains restent confinés dans des villes fortifiées ; les autres régions regorgent de zombies : c'est la zone sauvage. L'entreprise Zomcon est spécialisée dans la question zombie : ils construisent les clôtures autour des villes, et commercialisent un collier de domestication, qui enlève aux zombies leur envie de dévorer les humains, les transformant en esclaves. Les zombies ne parlent pas mais comprennent les ordres, ils sont relativement gauches.
Pour faire comme les voisins, Helen Robinson décide d'acheter un zombie, en dépit des fortes réticences de son mari Bill, qui a jadis tué son père transformé en zombie. Leur fils Timmy, un garçon solitaire, s'attache au nouveau zombie, qu'il appelle Fido.
Alors que Timmy joue dans un parc public avec Fido, le collier cesse de fonctionner, et le zombie tue madame Henderson, une voisine. Timmy rentre chez lui pour nettoyer le zombie taché de sang. La nuit tombe, Henderson devient une zombie et tue un homme qui promène son chien, puis elle se fait tuer par Timmy, venu camoufler les dégâts de Fido : il lui coupe la tête, et l'enterre dans un parterre de fleurs du jardin. Plus tard dans la nuit, le collier de Fido se dérègle à nouveau. Timmy essaye de le calmer pour que ses parents ne se réveillent pas. Alerté par les cris du zombie, le voisin, monsieur Theopolis — un ancien employé de Zomcon —, intervient, et emmène Fido chez lui pour réparer le collier. Theopolis possède lui aussi un zombie, Tammy, avec qui il entretient une relation proche du couple. 
Helen se rapproche aussi de Fido, prenant soin de la tenue vestimentaire du zombie. Helen et Timmy tentent de passer plus de temps avec Bill, mais il préfère passer son temps libre à jouer au golf.
Deux camarades de Timmy souhaitent devenir des héros. Ils élaborent un plan : tuer Fido, puis prétexter qu'il voulait dévorer Timmy. Ils attachent Fido et Timmy, désactivent le collier, mais Fido arrive à se détacher avant qu'ils ne le tuent. Un des deux garçons tire avec sa carabine, mais rate la tête du zombie, et tue l'autre garçon par accident. Fido tue à son tour le tireur. Puis, au lieu de dévorer Timmy puisque son collier est inactif, il tente de le détacher mais n'y arrive pas, alors Timmy l'envoie chercher Helen. Ils reviennent à temps pour empêcher les deux garçons transformés en zombies de s'attaquer à Timmy. Cette aventure resserre les liens entre Timmy, Helen et Fido.
Jonathan Bottoms, le directeur de la sécurité chez Zombon, découvre un indice qui montre la responsabilité de Fido dans la mort de madame Henderson. Le zombie est alors emmené pour être détruit, mais la fille de Jonathan, amie avec Timmy, révèle que son père l'a placé à un poste dans l'entreprise au lieu de l'éliminer. Timmy se fait emmener par Theopolis pour retrouver Fido. Helen découvre à son tour que Fido n'a pas été mis au rebut, elle devine que son fils est parti le retrouver, alors elle se rend aussi à la fabrique avec Bill.
À la fabrique, Theopolis crée une diversion en désactivant le collier d'un zombie, pour permettre à Timmy de se faufiler dans le secteur où se trouve Fido. Jonathan Bottoms aperçoit Timmy et s'énerve des actions inconséquentes du garçon. Il décide alors de le faire passer de l'autre côté de la barrière, dans la zone sauvage. Bill arrive à ce moment, et un combat s'engage avec Jonathan. Bill se prend une balle, puis Fido s'attaque à Jonathan. La panique se répand dans la fabrique, et Timmy, Fido et Helen arrivent à partir.
Fido retrouve sa place dans la famille, et tend à prendre le rôle de Bill, maintenant mort, et Jonathan Bottoms est devenu un zombie domestique pour sa propre fille.

## Fiche technique
- Titre : Fido
- Réalisation : Andrew Currie
- Scénario : Robert Chomiak, Andrew Currie et Dennis Heaton
- Musique : Don MacDonald
- Photographie : Jan Kiesser
- Montage : Roger Mattiussi
- Production : Blake Corbet et Mary Anne Waterhouse
- Société de production : Lionsgate, Anagram Pictures, Astral Media, British Columbia Film, Chum Television, Movie Central Network, The Movie Network et Téléfilm Canada
- Société de distribution : Lionsgate (États-Unis)
- Pays :  Canada
- Genre : Comédie dramatique, horreur et science-fiction
- Durée : 93 minutes
- Dates de sortie : 
  -  Canada : 7 septembre 2006 (festival international du film de Toronto), 16 mars 2007
  -  France : 1er août 2007

## Distribution
- Carrie-Anne Moss (VF : Rafaèle Moutier) : Helen Robinson
- Billy Connolly : Fido
- Dylan Baker (VF : Gérard Darier) : Bill Robinson
- K'Sun Ray (en) (VF : Antoine Duchez) : Timmy Robinson
- Henry Czerny (VF : Philippe Catoire) : Jonathan Bottoms
- Tim Blake Nelson (VF : Michel Dodane) : Theopolis

Sources et légende : Version française (VF)  sur Voxofilm

## Distinctions
- 2007 : prix spécial du jury au festival international du film fantastique (Fantastic'Arts) de Gérardmer.